# Comtat de Fermanagh
El comtat de Fermanagh (pronunciation: /fərˈmænə/, gaèlic Fir Manach o Fear Manach, "els homes de Manach") és un dels sis comtats d'Irlanda que formen part d'Irlanda del Nord. La majoria de la població és catòlica. Limita amb el comtat de Tyrone dins d'Irlanda del Nord i amb els comtats de Donegal, Leitrim, Monaghan i Cavan a la República d'Irlanda.

## Geografia física
És un comtat eminement rural i es troba bàsicament enmig de la conca del riu Erne. Es troba dominat per dos llacs que estan connectats: Upper i Lower Lough Erne i aiguamolls en una àrea de 1.851 km². Es troba a 120 kilòmetres de Belfast i a 160 kilòmetres de Dublín.

## Història
Els Annals d'Ulster que cobreixen la història d'Irlanda medieval entre el 431 i 1540 foren escrits a Belle Isle en Lough Erne vora Lisbellaw.
Fermanagh era propietat del clan Maguire i Donn Carrach Maguire (mort el 1302) fou el primer dels caps de la dianstia Maguire. Tanmateix quan foren confiscades les terres de Hugh Maguire Fermanagh fou dividit de manera semblant als dels altres cinc comtats entre colons escocesos i anglesos i nadius irlandesos. Les baronies de Knockinny i Maghenaboy foren repartides en lots a colons escocesos, mentre que les de Clankelly, Magherastephana i Lurg ho fou a colons anglesos i les de Clanawley, Coole, i Tyrkennedy a servidors i nadius. Amb aquest nou repartiment es beneficiaren les famílies Cole, Blennerhasset, Butler, Hume i Dunbar.
Fermanagh va rebre l'estatut de comtat de mans d'Elisabet I d'Anglaterra, però no fou posat sota comandament civil fins a l'època de la Colonització de l'Ulster.

## Divisió administrativa
El Districte de Fermanagh és l'únic dels 26 districtes d'Irlanda del Nord que conté la totalitat d'un dels comtats tradicionals. El districte conté endemés les seccions de Dromore i Kilskeery, del comtat de Tyrone.

### Ciutats i viles
- Enniskillen
- Lisnaskea
- Ballinamallard
- Irvinestown
- Lisbellaw
- Belcoo
- Bellanaleck
- Belleek
- Boho
- Brookeborough
- Corranny
- Derrygonnelly
- Derrylin
- Ederney
- Garrison
- Kesh
- Maguiresbridge
- Newtownbutler
- Rosslea
- Teemore
- Tempo

### Baronies

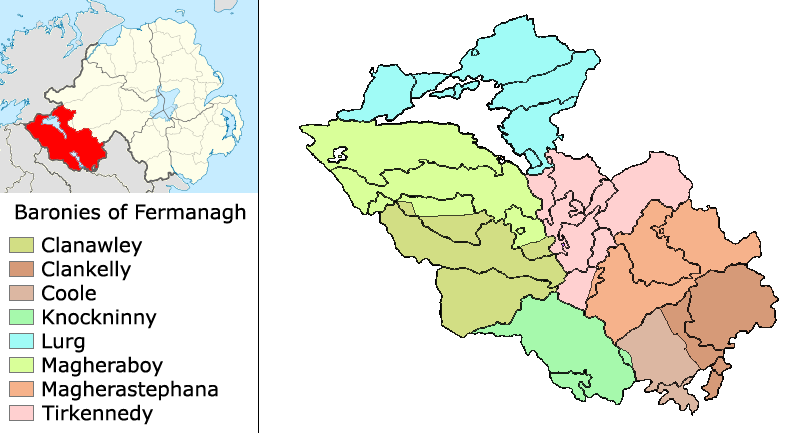
Baronies del Comtat de Fermanagh

- Clanawley
- Clankelly
- Coole
- Knockninny
- Lurg
- Magheraboy
- Magherastephana
- Tirkennedy